# Obelisk (Pražský hrad)
Obelisk na Pražském hradě či též Mrákotínský monolit je vysoký štíhlý čtyřboký monolitický komolý jehlan stojící na třetím hradním nádvoří v blízkosti Starého proboštství odhalený u příležitosti výročí 10 let od vzniku Československa v roce 1928. Postaven byl jako památník padlým během první světové války. Jeho autorem je slovinský architekt Josip Plečnik. Iniciátorem a donátorem stavby byl první československý prezident Tomáš Garrigue Masaryk. První monolit vylomený v roce 1923 se však při nehodě na cestě rozlomil a bylo nutné vylomit monolit druhý. Ten se zdárně povedlo do Prahy dopravit a začátkem listopadu 1928 byl vztyčen.
Obelisk však nebyl dokončen celý, neboť chybělo jeho vrchní ukončení. To bylo doplněno až v roce 1996 na popud českého prezidenta Václava Havla.

## Historie

### Památník padlým během světové války
Během května 1921 rozhodl prezident republiky Tomáš Garrigue Masaryk zasadit na Pražském hradě pamětní desku Čechům a Slovákům padlým během první světové války. Hradní stavební správě dal za úkol zpracovat toto přání do 28. října 1921. Architekt hradní správy, Josip Plečnik, však prezidentovi představil jiný nápad k uctění památky, a sice monolitový žulový sloup („Sloup svobody“) na paměť padlých a na památku vítězství, jak to učinily i další vítězné státy. Pomník měl být vysokým dutým štíhlým sloupem (složeným ze čtyř dlouhých kamenných desek uvnitř svázaných bronzovými hmoždinkami) s věčným světlem. Umístěn měl být na schodišti spojujícím Hradčanské náměstí s Rajskou zahradou.
Vrchol památníku měl být zakončen zdobnou hlavicí. Vyzkoušeny byly různé podoby tohoto zakončení, například zlatá koule s blesky, orel či lev. Zvolen byl motiv s českým lvem vzpínajícím se nad slovenským křížem. Pro tuto variantu dokonce vytvořil sochař Jan Štursa sádrový odlitek v měřítku 1:1, který je nyní v hradním depozitáři. Proti návrhu však protestovali Slováci, kterým vadilo, že slovenský kříž je pod českým lvem. Sochař Štursa proto udělal jiný model, na němž má lev slovenský kříž zaseknutý do zad. Takový návrh se zase nezamlouval Plečnikovi, který se rozhodl, že na sloup žádnou sochu dávat nebude.
Zvažovala se též varianta, že by na obelisku mohly být verše oslavné básně věnované padlým vojákům. Několik básníků své návrhy představilo, avšak byly buď dlouhé, nebo příliš patetické. Proto bylo rozhodnuto, že ani oslavné verše na monolitu nebudou. A neujaly se ani vysekané nápisy s údaji o bojištích první světové války, na nichž bojovali českoslovenští legionáři.

### První monolit
Plečnikův nápad na vytvoření obelisku místo původně navrhované pamětní desky se prezidentu Masarykovi zalíbil a 4. srpna 1921 uveřejnila prezidentská kancelář inzerát na dodávku kamenného sloupu o výšce 30 až 34 m. Na nabídku ovšem nikdo nereagoval. Až v prosinci 1922 (tedy skoro za rok a půl) se nabídla společnost „Mrákotínské kamenolomy a stavební podniky a. s.“ (dříve firma „Jarolím Foit“), že dokáže monolit dodat, avšak jen v délce 14 až 18 m.

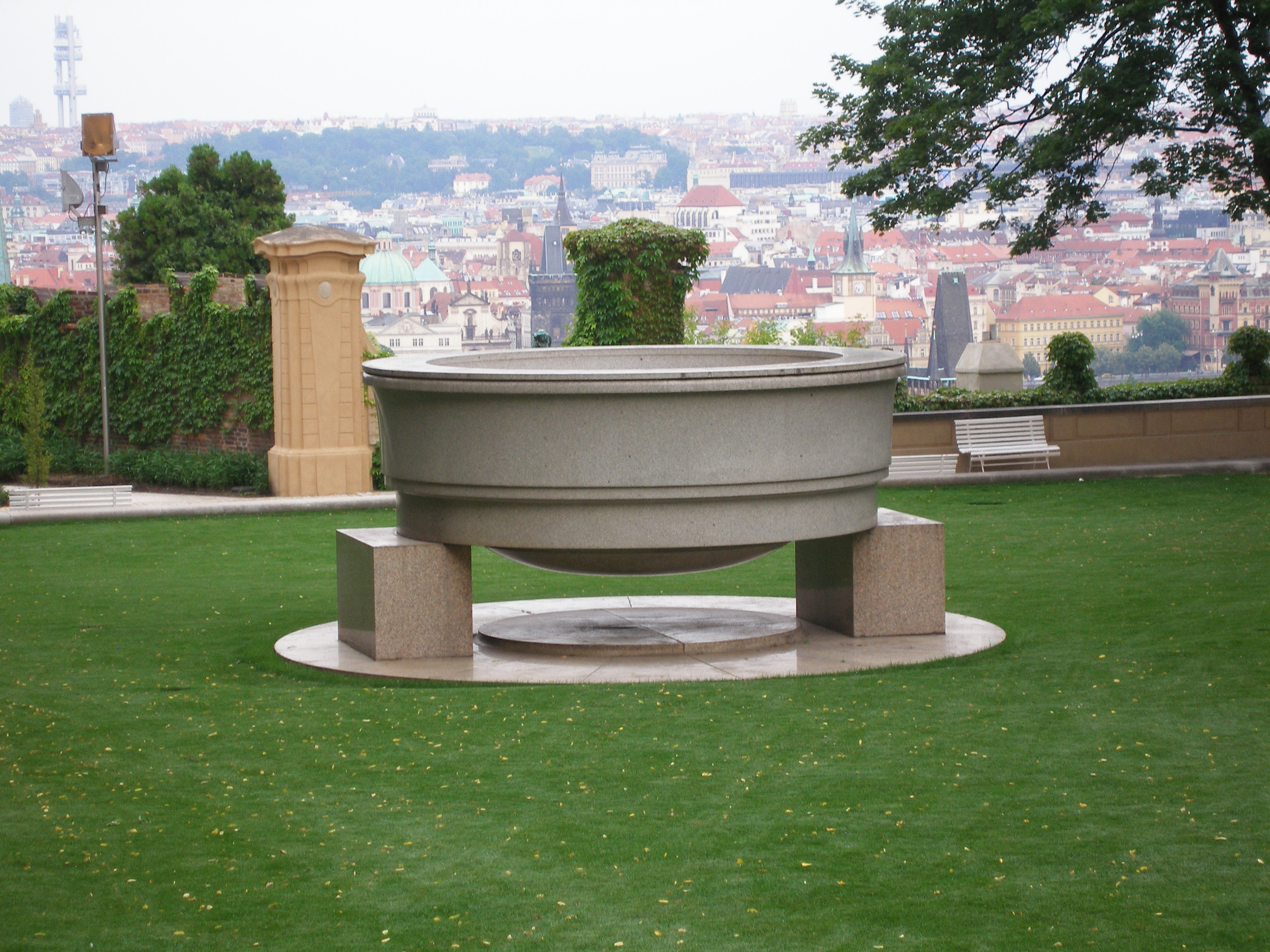
Mísa v Rajské zahradě Pražského hradu

Firma zakázku dostala a v dubnu 1923 začalo v největším mrákotínském lomu (zvaném Šedova skála) pracovat 17 zkušených kameníků, kteří na přelomu července a srpna téhož roku vylomili žulový hranol o délce asi 20 m a váze 120 tun. Žula hranolu byla bělemodrá, čistá a houževnatá. Spolu s monolitem byl vylomen i žulový kvádr o rozměrech 4,3 × 4,3 × 1,8 m, který byl určen pro vytvoření mísy do Rajské zahrady. Vážil 70 tun a po hrubém odtesání vnitřních partií se jeho hmotnost snížila na 50 tun. Žula tohoto kvádru byla ještě kvalitnější než u monolitu.
Po dobytí bylo třeba oba kamenné kusy dopravit na 420 m vzdálenou silnici spojující Jindřichův Hradec s Telčí. Byl proto upraven terén k silnici a oba monolity se za pomoci jeřábů a heverů valily po ocelových trubkách na dubových fošnách. Transport probíhal ve dnech 24. dubna až 10. května 1923. U silnice byly oba kvádry opracovány, takže monolit pak měl délku 18,2 m a střední profil 138 × 138 cm, čímž se jeho hmotnost snížila na 91,6 tun.
Z telčského nádraží (vzdáleného 11 km) byly po silnici položeny železniční koleje a po nich přijely dva speciální těžkotonážní podvozky vyrobené v plzeňské Škodovce pouze pro přemístění obou kvádrů. Na tyto podvozky byly oba kvádry naloženy, přičemž vpředu byl díl pro obelisk. Přepravu provádělo 60 mužů Železničního pluku z Pardubic, jimž velel kpt. Ing. Jaroslav Seidl, a jako tahače sloužily traktory dělostřeleckého pluku z Olomouce pod vedením npr. Valentina Žilky.

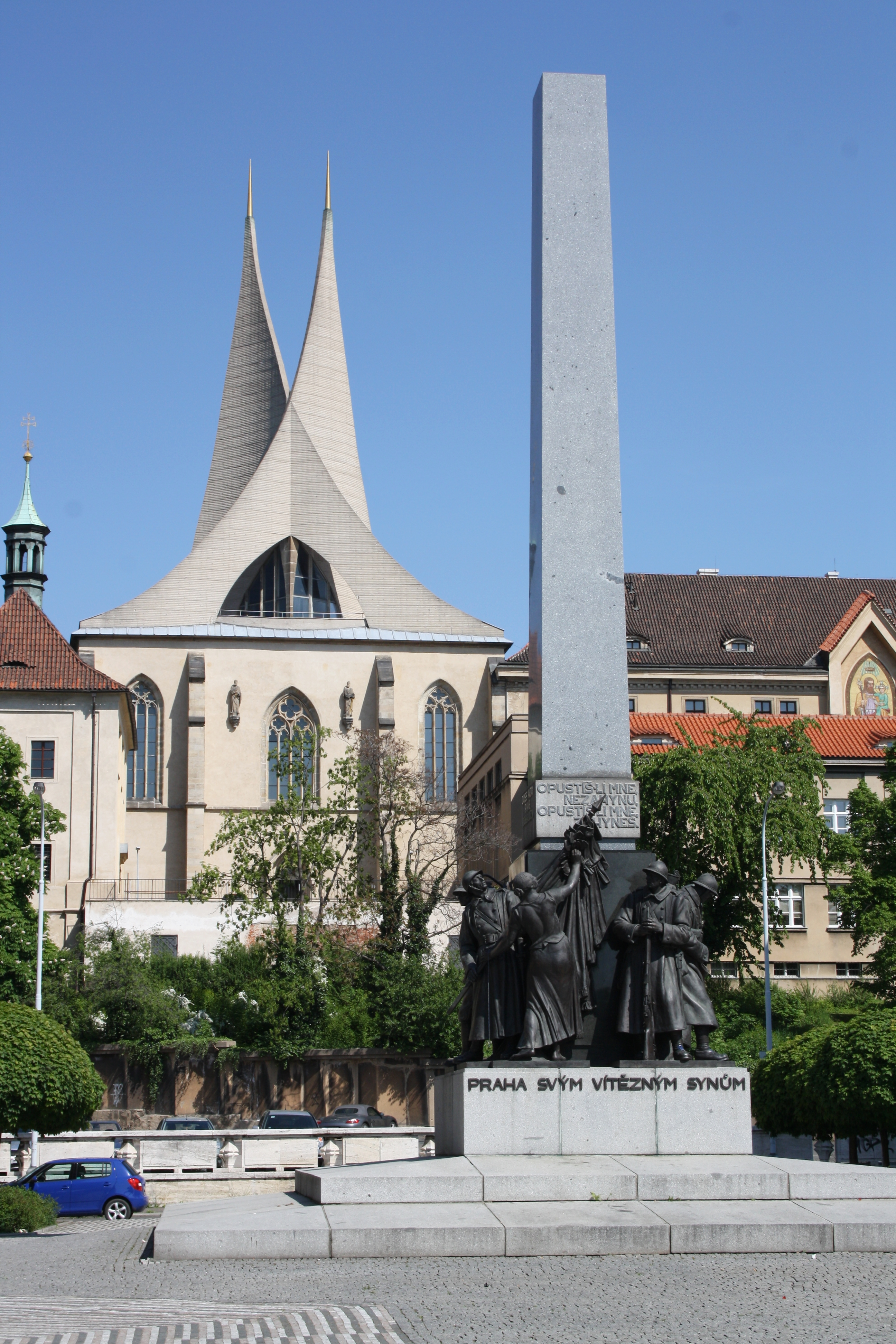
Větší z obou fragmentů prvního monolitu pod Emauzy

Na silnici se za sebou kladly kolejnice a po jejich přejetí byly poté rozebrány a přesunuty dopředu před soupravu. Kvůli velké hmotnosti obou kvádrů musely být zesíleny i silniční mosty na trase, kudy byly kvádry převáženy. Protože měla silnice k Telči velké množství zatáček, rozhodl kpt. Seidl o použití staré silnice, jež byla sice přímější, avšak v nejpříkřejším stoupání měla sklon až 14 %. Pod kopcem majícím toto stoupání byl odpojen díl s kvádrem pro kašnu a do kopce tak byl od 3. září 1923 vytahován pouze díl s monolitem. Traktory byly s tímto dílem spojeny přes kladku, jež byla zachycena v kruhu zapuštěném do skály na vrcholu kopce. Kruh ovšem námahu nevydržel, 8. září v 18 hodin praskl a podvozek s monolitem se dal do zpětného pohybu z kopce dolů. Dole narazil do kvádru pro kašnu, vzpřímil se, přepadl přes kašnu a rozlomil se 6,3 m od slabšího konce. Všechny tři části byly po ukončení vyšetřování přepraveny po nové silnici na telčské nádraží. Z kratší odlomené části byl vytvořen pomník padlým v Telči a okolí, který je umístěn na telčském Náměstí hrdinů. Jeho autorem je telčský rodák Jaroslav Krepčík (1880–1950). O větší úlomek požádalo město Praha a byl z něj architektem Bohumilem Hübschmannem vyroben pomník padlým Pražanům za první světové války, který byl za přítomnosti pražského primátora Karla Baxy a ministra zahraničí Edvarda Beneše slavnostně odhalen 29. října 1932 na náměstí Pod Emauzy.

### Druhý monolit
Dne 12. listopadu 1923 se rozhodl prezident Masaryk postavit na vlastní útraty na Hradě monolit nový, který bude opět pocházet z mrákotínských lomů. S jeho těžbou se v lomu Pod jasánky (později označovaném jako Bínův lom) začalo v roce 1924, avšak po dokončení vylomení se zjistilo, že na spodní straně bloku se objevily trhlinky a drobničky, které vylučovaly jeho použití k výrobě monolitu. Proto bylo zahájeno vylamování monolitu třetího. K jeho vytěžení došlo 8. září 1925, tedy na den přesně dva roky od přeražení monolitu prvního. Po vylomení měřil 19 m, avšak při nadzvedávání se jeho 3,33 m dlouhá horní část odlomila, takže po vyzdvižení a hrubém opracování dosahoval délky 15,67 m. Kvádr měl na spodní straně rozměry 1,85 × 1,85 m, na horní straně 1,25 × 1,25 m. Jeho objem dosahoval hodnoty asi 42,4 m³ a hmotnost cca 112 tun. S ohledem na parametry monolitu (výrazně kratší délka a větší tloušťka, než bylo původně požadováno) zvolil architekt Plečnik jeho jiné umístění, a sice na III. hradním nádvoří na posvátném pahorku kdysi nazývaném Žiži.
Dne 18. září 1925 začala doprava kvádru do Prahy. Vedlo ji Ministerstvo veřejných prací a zajišťována byla kamenickou firmou a jejími 30 dělníky (řídil je správce lomu Jaroslav Fojt) a dělostřeleckým plukem z Českých Budějovic pod vedením npor. Drápala, skládajícím se z rotmistra a 13 vojáků, kteří se podíleli na tažení monolitu. Ten byl uložen v příhradové kleci z oceli, jež byla usazena na dvojité saně speciálně pro tuto činnost vyrobené v plzeňských Škodových závodech. Saně tažené čtyřmi traktory se pohybovaly na dutých ocelových válcích, které se valily po dráze z dvojitých fošen. Takto monolit po silnici překonal (průměrnou rychlostí 169 m/den) devítikilometrovou vzdálenost mezi lomem a telčským nádražím, kam dorazil 7. listopadu.
Na nádraží v Telči byl kvádr 26. listopadu 1925 přeložen na dva samostatné zdvojené dvounápravové železniční podvozky spojené ocelovou mostní konstrukcí a celý vagón i lokomotiva byly slavnostně ověnčeny chvojím a praporky. Vagón s monolitem byl po obou stranách opatřen nápisy „Tam se skála hne, kam se síla napře“, „Jen národ jako ze žuly zvítězí“ a vzadu měl nápis „Pozdrav hradu pražskému“. Na ověnčené lokomotivě byl vpředu nápis „Práci zdar“. Před odjezdem vlaku proneslo projevy několik řečníků a na závěr zazněla státní hymna. Vlak z Telče odjel 3. prosince v 8:25 hodin a po trase byl provázen nadšenými davy lidí.
Cesta vlaku trvala 7 dní:
- první den (3. prosince) ujel trasu Telč – Třešť – Kostelec – Rantířov – Jihlava
- druhý den (4. prosince) ujel trasu Jihlava – Dobronín – Havlíčkův Brod – Okrouhlice – Světlá nad Sázavou
- třetí den (5. prosince) ujel trasu Světlá nad Sázavou – Vlkaneč – Golčův Jeníkov – Čáslav – Kutná Hora – Kolín
- čtvrtý den (6. prosince) ujel trasu Kolín – Velim – Pečky na dráze
- pátý den (7. prosince) ujel trasu Pečky na dráze – Poříčany – Úvaly
- šestý den (8. prosince) ujel trasu Úvaly – Běchovice – Praha–Libeň, horní nádraží
- sedmý den (9. prosince) ujel trasu Praha–Libeň, horní nádraží – Praha–Masarykovo nádraží – Praha–Dejvice

Jízda probíhala velmi opatrně. Jelo se pouze za denního světla a na přímých úsecích byla nejvyšší povolená rychlost 15 km/h, v obloucích pouze 5 km/h. Na dvojkolejné trati mezi Kolínem a Prahou byl po dobu jízdy transportu s monolitem vyloučen jakýkoliv jiný železniční provoz. Při přípravě převozu po železnici se zvažovalo, že by ve vlaku byly převáženy i výbušniny, které by byly v případě nehody vlaku použity pro rozbití monolitu, aby byla železniční trať co nejdříve opět volná. Nakonec však tento požadavek uplatněn nebyl.

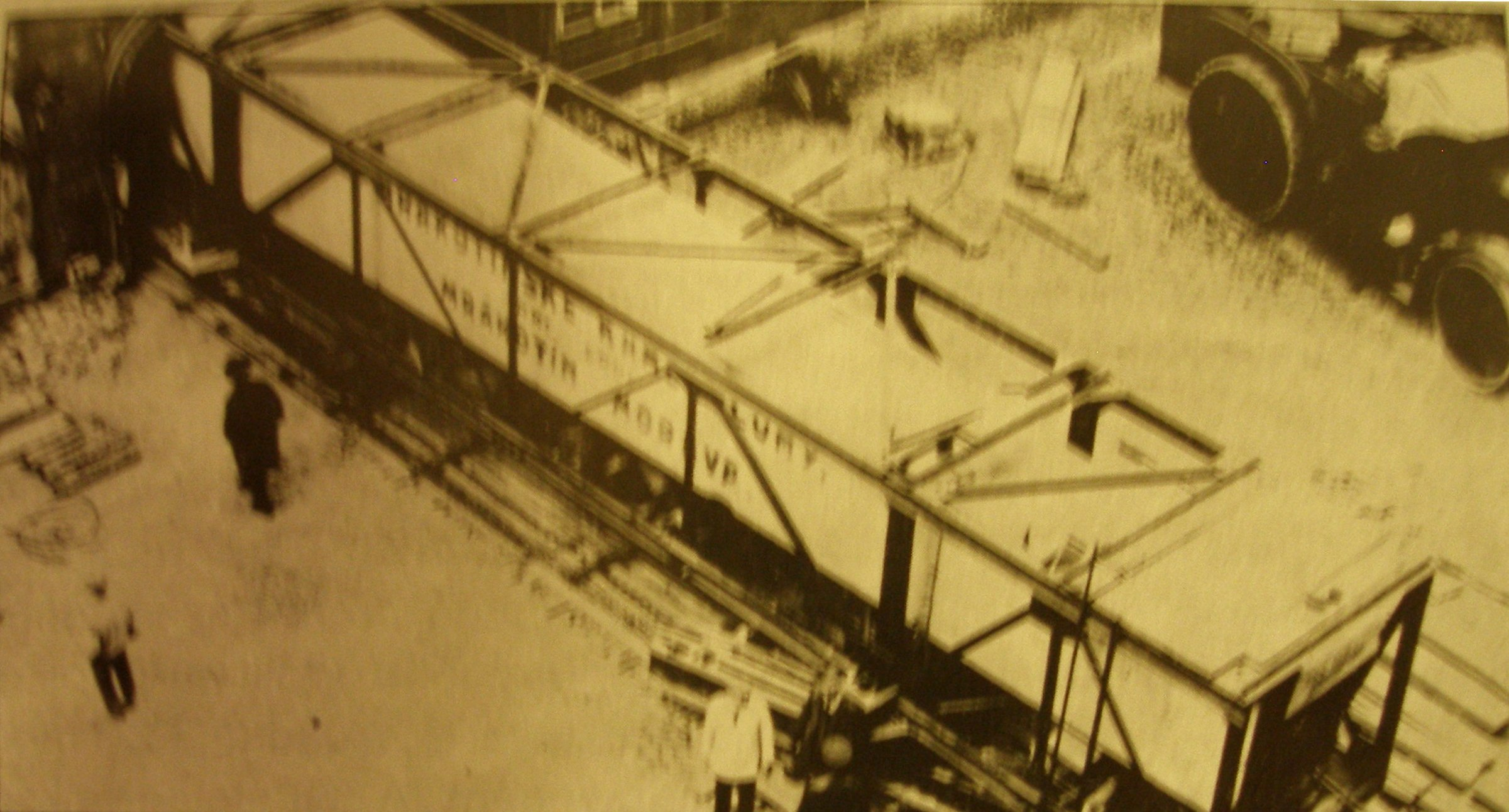
Přemisťování obelisku na Hrad

Vlak s monolitem bezpečně dojel na dejvické nádraží 9. prosince ve 13:50 hodin, kde byl slavnostně přivítán předními státními představiteli. Následně byl přeložen z vagonu na sáně, zabezpečen proti povětrnostním vlivům a čekal na nádraží až do jara 1926, kdy se započalo s jeho přepravou na Pražský hrad. Cesta na Hrad trvala 22 dní a prováděla jej kamenická firma Jana Mrázka z pražského Smíchova za pomoci traktorů těžkého dělostřelectva. Nejobtížnější místo cesty nastalo při vjezdu na III. hradní nádvoří, kdy se před katedrálou sv. Víta musel monolit sice obtížně, nakonec však zdárně otočit na malém prostoru o 90 stupňů.
Na nádvoří byl kamenickou firmou Jana Mrázka monolit opracováván do konečné podoby dle Plečnikova návrhu za odborného dozoru architekta Otto Rothmayera. Během opracovávání bylo z původního monolitu na každé straně odebráno 6 až 12 cm, čímž došlo ke zmenšení jeho objemu o asi 7 m³ a ke snížení hmotnosti o cca 18,5 tuny. Následně byly plochy monolitu (každá boční o velikosti 23,5 m²) vybroušeny a vyleštěny. Náročnosti opracovávání přidala i skutečnost, že bylo nutné vytvořit 15,5 m dlouhé, rovné a ostré hrany a naprosto hladké boční plochy, aby nedocházelo k nežádoucím lomům slunečních paprsků. Úpravy monolitu proto trvaly déle než dva roky.
V rámci oslav desátého výročí vzniku Československa byl monolit 28. října 1928 odhalen. Práce na jeho zajištění však trvaly dále. Když byl monolit hotov, byl v ochranném bednění otočen o asi 90 stupňů, vztyčen, nadzvednut a spuštěn na ocelový hranol a sokl. Tyto práce probíhaly od 29. října do 1. listopadu 1928 (podle jiných zdrojů až 3. listopadu), kdy bylo ve 14:53 hodin vztyčování monolitu dokončeno.

### Zakončení obelisku
Instalovanému monolitu chyběla špička (pyramidion), která byla při jeho dobývání a opracovávání v mrákotínském lomu uražena. Plečnik sice měl nápad, že by ji bylo možné nahradit plastikou lva ve skoku, zlacenou špicí nebo špičkou vyrobenou ze skla a zdobenou polodrahokamy, avšak z technických a finančních důvodů (blížila se hospodářská krize) nešlo tento záměr provést. V poslední dekádě 20. století, kdy se na Hradě chystala výstava o Josipu Plečnikovi (pojmenovaná „Josip Plečnik – Architektura pro novou demokracii“), byl z iniciativy tehdejšího prezidenta republiky Václava Havla obelisk dokončen instalováním dva metry vysoké pyramidy ve tvaru jehlanu o základně 90 cm svařeného z pozlacených ocelových profilů, které se používají pro jaderné reaktory. Autorem návrhu je český architekt Tomáš Valenta, který vycházel z konceptu architekta Zdeňka Lukeše z roku 1991, a vyroben byl v plzeňské Škodovce. Valentova pyramidka na vrcholu Plečnikova obelisku byla odhalena 13. května 1996 ve 14:30 hodin a události vedle jiných přihlíželi i prezident Václav Havel a Lubomír Soudek, tehdejší generální ředitel Škody Plzeň.

## Popis

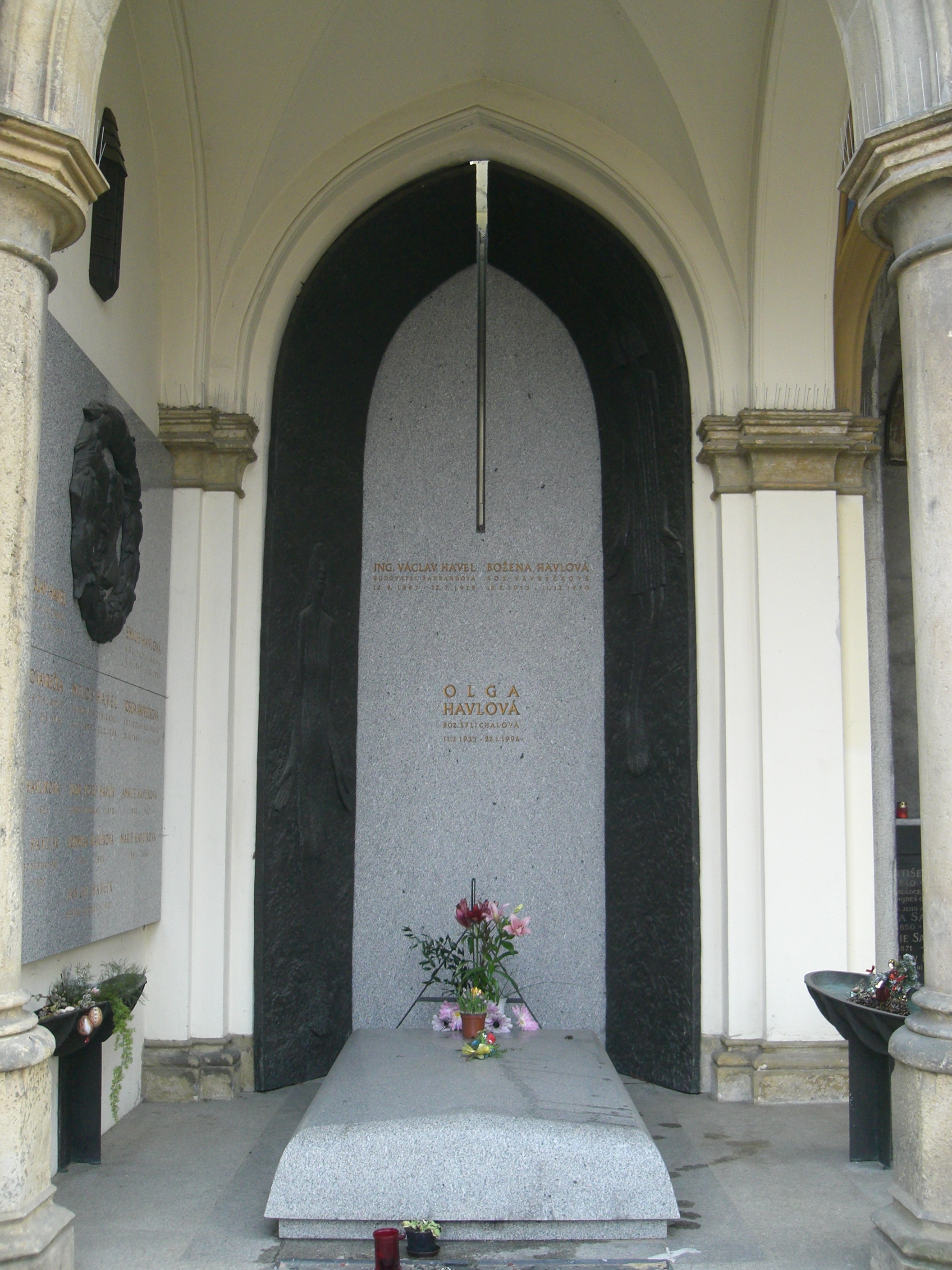
Hrob Havlovy rodiny je také z mrákotínské žuly

Obelisk je tvořen z jediného kusu žuly, vylomené v lomu u Mrákotína (z téže lokality pochází i materiál na výrobu mísy v zahradách pod Hradem či pro náhrobek prezidenta Václava Havla na vinohradském hřbitově, čímž je připomenut státní význam Havlovy hrobky a také kvalita mrákotínské žuly). Monolit je pravidelným komolým jehlanem vysokým 15,42 metru. Spodní základna je čtvercová o hraně délky 181,5 cm, horní hrana – také čtvercového tvaru – má hranu o délce 123,4 cm. Jeho objem činí 36,27575 m³ a hmotnost je (při měrné hmotnosti mrákotínské žuly 2,640 t/m³) 95 762 kg, tedy asi 96 tun. Jeho materiálem je leštěná mrákotínská žula, což je světle šedý, drobně až středně zrnitý granit až adamellit s ojedinělými vyrostlicemi bílého ortoklasu.

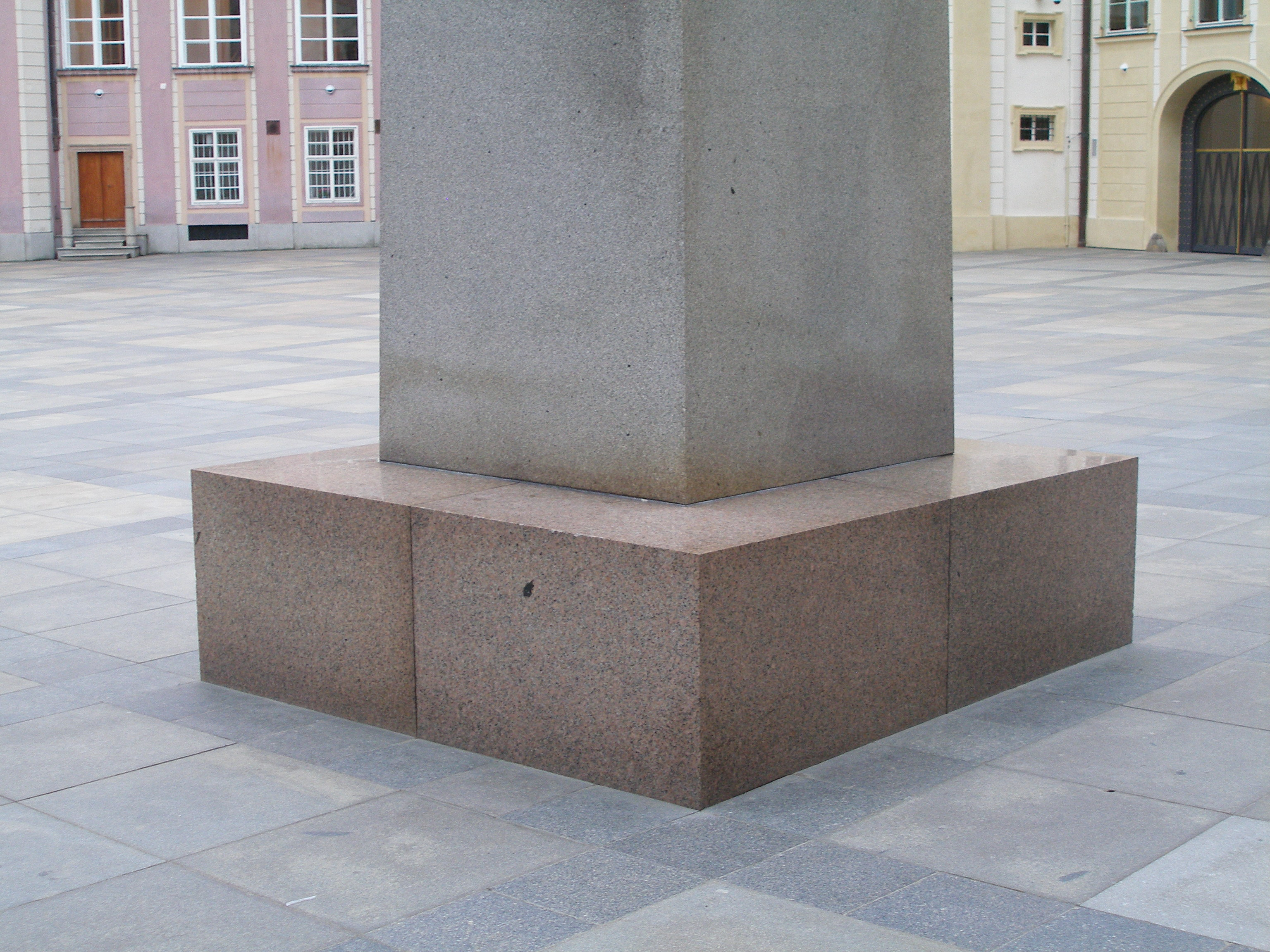
Podstavec monolitu

Monolit byl postaven na podložku z 5 mm silného olověného plechu na podstavci o základně 3 × 3 m a výšce 1,1 m (z nichž 20 cm je pod okolní dlažbou nádvoří). Podstavec je sestaven ze čtyř stejně velkých hranolů z leštěné liberecké žuly, tedy narůžovělého hrubozrnného až velkozrnného biotitického granitu s velkými výrostlicemi růžového až světle červeného ortoklasu. Pod podstavcem je vybetonován základ zvonovitého tvaru, který je dodnes přístupný chodbou ze sklepa blízkého Starého proboštství. S podstavcem a betonovým základem pod ním je obelisk spojen 3,8 m dlouhým železným hranolem o profilu 60 × 60 cm.

## Dokumentace výstavby obelisku
Protože se jednalo o unikátní událost, neboť zkušenosti s prací s tak velkým monolitem nikdo v Evropě neměl, byl celý proces dopravy, opracování a vztyčení obelisku sledován filmaři, kteří natočili dokument Jeho Veličenstvo Monolith II. Vedle filmového dokumentu se vylomení, dopravě, opracování i vztyčování monolitu věnovaly se zvýšenou pozorností i články v mnoha novinách a časopisech. O monolitu byly napsány i práce, z nichž jsou z historického hlediska mezi nejcennější řazena odborná díla Adolfa Janouška (1925), Václava Weinzettla (1925), Jana Mrázka (1928) či Věry Malé (1996) a obzvláště posmrtně uspořádané vzpomínky Miloslava Klementa (1997) s podrobným popisem prací a jejich fotografickou, výkresovou i výpočtovou dokumentací.

## Mince
U příležitosti postavení monolitu navrhl akademický sochař Václav Nejtek (23. září 1899 – 26. srpna 1958) stříbrnou dvacetikorunu s námětem monolitu a s rozevřenou knihou. Nápad však nebyl nikdy realizován.